# Эдвардс, Монро
Монро Эдвардс (англ. Monroe Edwards; 1808 — 27 января 1847 года) — американский торговец рабами, фальсификатор и осуждённый преступник, судебный процесс и приговор над которым получил широкую огласку в 1842 году. Родом из Кентукки, Эдвардс переехал в Новый Орлеан, затем поселился в Техасе. Он занялся контрабандой рабов в Бразилии в 1832 году, и использовал полученные средства для покупки земли в Техасе. В 1836 году он вновь занялся контрабандой рабов, но на этот раз в Техасе. После попытки обмануть своего партнёра по работорговле, частично с поддельными документами, Эдвардс был вынужден бежать из Республики Техас в США. Затем он попытался выманить деньги у различных аболиционистов в США и Великобритании с поддельными рекомендательными письмами. Он приехал в Великобританию, но его схемы были в основном неудачны, и он вернулся в США в середине 1841 года.
Крупнейшим мошенничеством Эдвардса была подделка писем от хлопковых брокеров в Новом Орлеане, которые он использовал, чтобы обеспечить себе банковские векселя на большие суммы, которые потом обналичивал. Полиция арестовала его и он был осуждён за подлог в июне 1842 года. Осужденный, отчасти потому, что его внешность была хорошо запоминающейся и делала его легко узнаваемым, а частично от наличия одинаковых орфографических ошибок в своих подделках, Эдвардс был приговорён к 10 годам лишения свободы и умер в 1847 году, находясь в заключении. Сенсационные рассказы о его преступлениях были опубликованы после его смерти, и он был упомянут в 1853 году в коротком рассказе Германа Мелвилла «Писец Бартлби».

## Ранние годы
Эдвардс родился в 1808 году в Данвилле, штат Кентукки. Его отец, по некоторым данным, Амос Эдвардс (или Моисей Эдвардс), но имя его матери неизвестно. У него был брат Амос Эдвардс и дядя Хейден Эдвардс, который жил в Накодочесе. О детстве Монро практически ничего не известно. Во взрослом возрасте он был очень красив, и, как правило, модно одет. Некоторые считали и называли его «полковником». Примерно в 1822 году Эдвардс был отправлен в Новый Орлеан, чтобы узнать о бизнесе от купца по имени Морган. К концу 1820-х годов Морганом был создан торговый пост в заливе Сан-Хасинто близ Галвестона, в Мексиканском Техасе. Спустя некоторое время Эдвардс встретил работорговца и отправился с ним в Африку, чтобы купить там рабов и контрабандой привезти их в Америку. Их первая попытка закончилась кораблекрушением, однако со второй попытки в 1832 году им удалось перевезти рабов в Бразилию. Эдвардс инвестировал полученные деньги в землю в Техасе, где в конце 1833 года он основал плантацию на реке Сан-Бернард в современном округе Бразория, Техас; он назвал своё новое поселение «Ченанго». В 1832 году, во время восстания против мексиканского правительства, которому подчинялся тогда Техас, Эдвардс был арестован и ненадолго заключён в тюрьму.

## Преступления
Позже Эдвардс участвует в контрабанде с новым партнёром, юристом из Натчеза, штат Миссисипи Кристофером Дартом. В 1835 году Дарт вложил 40 000 $, для выкупа контрактов подневольных негров на Кубе и последующего вывоза в Техас в качестве рабов. В качестве своей доли Эдвардс предоставил сертификаты на землю в Техасе. В то время Техас ещё был мексиканской провинцией. В 1829 году Мексика отменила рабство, а также ввоз рабов, но дал Техасу привилегии в этой области и рабы, которые уже находились на территории провинции, оставались подневольными. Чтобы обойти запрет на импорт рабов, торговцы стали заключать с ними контракты на 99 лет. Мексиканское правительство пресекает эту практику в 1832 году, разрешая заключать контракты только на 10 лет. Эдвардс получил финансирование от фирмы из Нового Орлеана «Джордж Найт и компания», а затем отправился на Кубу, где купил рабов.
В феврале 1836 Эдвардс выгрузил 170 негров в Техасе, он воспользовался замешательством окружающих, связанным с окончанием техасской революции и созданием независимой Республики Техас, которая ещё не запретила ввоз рабов. Уильям Фишер, сборщик пошлин на реке Бразос, пожаловался в Конституционный Конвент Техаса, что Эдвардс не сообщил о том, что привёз в Техас новых рабов. Сначала Фишер направился к плантации Эдвардса, чтобы обсудить этот вопрос. Из-за неопределённости по поводу законности ввоза рабов, Фишер не забрал рабов у Эдвардса, а передал вопрос в новое правительство Техаса, после получения от Эдвардса денежного залога. Хотя новое правительство Техаса в конце концов запретило ввоз рабов отовсюду, кроме Соединенных Штатов, за ввоз рабов из Кубы в начале 1836 Эдвардс привлечён к ответственности не был. После этого, Эдвардс основал рынок рабов в заливе Галвестон, недалеко от современного Сан-Леона. В 1837 году, он был обвинён Робертом Пиблзом в мошенничестве, связанным с продажей ему больного туберкулезом раба. Пиблс выиграл дело.
Затем Эдвардс попытался изменить сделку с Дартом. Вместо того, чтобы поделить рабов между ними, Эдвардс старался удержать у себя всех рабов, вернув Дарту его деньги с процентами. Дарт подал в суд, и в ходе процесса в марте 1839 года Эдвардс передал два поддельных документа, утверждая, что Дарт уже продал свою долю Эдвардсу. При подделке документов, Эдвардс использовал чернила, которые в дальнейшем могли быть химически удалены. После того, как Дарт подписал один из документов, Эдвардс удалил его первоначальное содержание и заменил текст на необходимый ему. Документы были признаны поддельными и 2 апреля 1840 Дарту было присуждено $89 000. Эдвардс сбежал из Республики Техас в США.
С целью дискредитации Дарта и правительства Техаса, Эдвардс уговорил некоторых аболиционистов в штате Цинциннати дать ему денег, с которыми он, якобы, хотел освободить рабов со своих плантаций в Техасе, которые ему больше не принадлежат. Эдвардс также пытался получить деньги от американского и иностранного антирабовладельческого общества в Нью-Йорке, но его лидер, Льюис Таппан, не поверил Эдвардсу и не дал ему денег. Затем Эдвардс отправился в Англию, где представил поддельные рекомендательные письма, в частности, письмо от Дэниэла Уэбстера и американского госсекретаря Джона Форсайта. Одно из этих писем было адресовано Лорду Спенсеру, который был настолько впечатлён, что дал Эдвардсу кредит в  £250. Находясь в Англии, Эдвардс обманул Ливерпульскую компанию на $20 000 и затем использовал часть этих средств для погашения долга Лорду Спенсеру. Посол Техаса в Лондоне предупредил английское правительство об Эдвардсе. Таппан также направил предупреждения, так что Эдвардс не смог больше получить денег в Англии и вернулся в США в июне 1841 году.

## Последняя преступная схема
Следующая преступная схема Монро заключалась в отправке писем хлопковым брокерам Нового Орлеана и последующим использованием их подписей из ответов для отправки поддельных писем брокерм в Нью-Йорке. Письма сообщали, что у вымышленного Джона Колдуэлла на депозите у брокеров из Нового Орлеана находится большое количество хлопка. Используя эти письма, Эдвардсу удалось получить под залог несуществующего хлопка чеки на сумму 50 000 долларов. При обналичивании чеков, Эдвардс не пытался замаскировать свою внешность. В сентябре 1841 года одному из кредиторов, Brown Bros. & Co., пришёл ответ из Нового Орлеана, что у брокеров нет хлопка Колдуэлла. Банкиры объявили награду об информации о мошеннике. Поиски полиции не приносили успеха до тех пор пока Эдвардс не решил подставить своего знакомого Александра Пауэлла, который был очень похож на него внешне. Пауэлл собирался в Англию, и Эдвардс отправил анонимное письмо в полицию Нью-Йорка, сообщавшее, что мошенник отправляется на корабле в Англию. Эдвардс полагал, что к моменту, когда полиция начнёт действовать, корабль уже уйдёт из территории США. Однако, корабль задержался и полиция из разговора с Пауэллом поняла, что настоящим преступником является Эдвардс.
Во время ареста у Монро нашли 44 000 долларов в чемодане в его комнате. Монро был помещён в тюрьму The Tombs в Нью-Йорке. Находясь в заключении, Эдвардс продолжал махинации. Он подделал письмо к адвокату, подтверждавшее, что у Эдвардса есть деньги на депозите в Новом Орлеане на оплату его услуг. Также им было подделано письмо от имени одного из предполагаемых свидетелей Чарльза Джонсона, сообщавшее, что тот находится на Кубе и не может приехать дать показания в ближайшее время. Это письмо помогло отложить слушания по его делу на 3 месяца.

## Суд

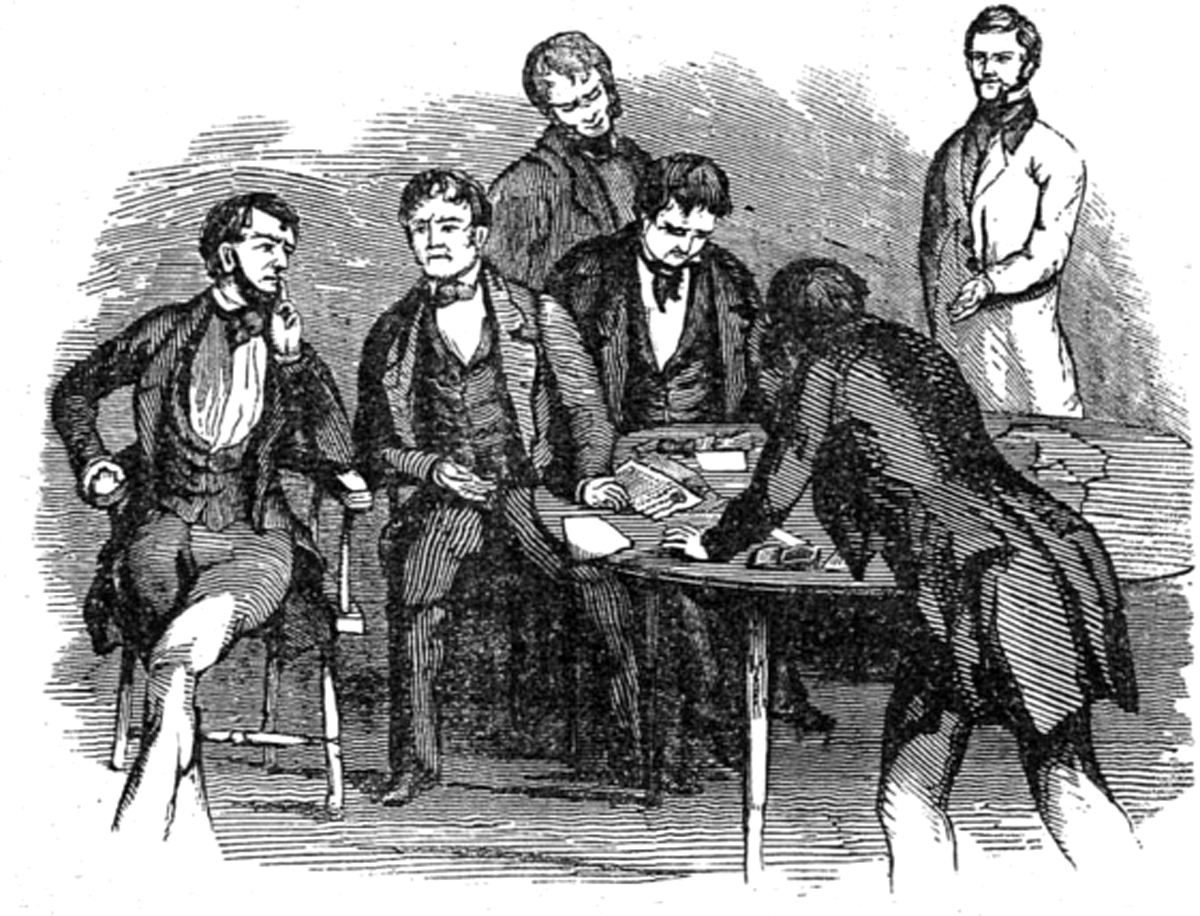
Суд на Монро Эдвардсом

Суд над Эдвардсом состоялся в июне 1842 году и стал настоящей сенсацией. Он нанял команду из шести адвокатов, в том числе сенатора США Джона Криттендена и члена Палаты представителей США Томаса Ф. Маршалла. Криттенден и Маршалл самоустранились в ходе судебного разбирательства. Одним из юристов был Уильям М. Эвартс, которому предоставили вступительное слово для защиты подсудимого. Ещё одним адвокатом был Джон Уорт Эдмондс, услуги которого Эдвардс оплатил поддельным чеком. Красивый внешний вид Эдвардса работал против него, один из банкиров, вспомнил Эдвардса из-за его поразительной внешности. Помимо этого, уликой служила маркированная банковская сумка из под денег, от которой Эдвардс не потрудился избавиться. Окончательно причастность Эдвардса доказывалась одинаковыми орфографическими ошибками в письмах от Эдвардса и в поддельных письмах банкам. Помимо этого, были данные, что Эдвардс готовился к новой поездке за рабами в Мартинику. Судебный процесс закончился, Эдвардс был приговорён к 10-летнему тюремному заключению. Разбирательства были опубликованы в Нью-Йоркской газете New York Herald, и тираж достиг 50 000 экземпляров. Ни один из адвокатов не получил обещанных денег. Эдвардс был заключён в тюрьму Синг-Синг, где он попытался использовать фальшивые письма для побега. Эдвардс умер в тюрьме от туберкулёза 27 января 1847 г. По одним данным, к моменту своей смерти он был невменяемым. По другой версии Монро умер от избиения охранниками тюрьмы.

## Список литературы
- Barrows, Chester L. William M. Evarts: Lawyer, Diplomat, Statesman (англ.). — Chapel Hill, NC: University of North Carolina Press[англ.]*, 1941.
- Denham, James M. The Peerless Wind Cloud: Thomas Jefferson Green and the Tallahassee Land Company (англ.) // East Texas Historical Journal : journal. — 1991. — Vol. 29, no. 2. — P. 3—14.
- Dillingham, Wiliam B. Melville's Short Fiction 1853–1856 (неопр.). — Athens, GA: University of Georgia Press[англ.], 1977.
- Dyer, Brainerd. The Public Career of William M. Evarts (неопр.). — Berkeley, CA: University of California Press, 1933.
- Hoogenboom, Ari (February 2000). Evarts, William Maxwell. American National Biography Online. Oxford University Press. Дата обращения: 15 февраля 2016.
- Jones, Mary Beth. Edwards, Monroe. Handbook of Texas Online. Texas State Historical Association (12 июня 2010). Дата обращения: 30 марта 2015.
- Kelley, Sean. Blackbirders and Bozales: African-Born Slaves on the Lower Brazos River of Texas in the Nineteenth Century (англ.) // Civil War History[англ.] : journal. — 2008. — December (vol. 54, no. 4). — P. 406—423. — doi:10.1353/cwh.0.0031.
- Kouwenhoven, John A. Partners in Banking: An Historical Portrait of a Great Private Bank Brown Brothers Harriman & Co. 1818–1968 (англ.). — Garden City, NY: Doubleday & Company, 1968.
- Lack, Paul D. The Texas Revolutionary Experience: A Political and Social History 1835–1836 (англ.). — College Station, TX: Texas A&M University Press[англ.], 1992. — ISBN 0-89096-497-1.
- Muir, Andrew Forest. The Union Company in Anahuac 1831–1833 (неопр.) // Southwestern Historical Quarterly. — 1966. — October (т. 70, № 2). — С. 256—268. — JSTOR 30236390.
- Robbins, Fred. The Origin and Development of the African Slave Trade in Galveston, Texas, and Surrounding Areas from 1816 to 1836 (англ.) // East Texas Historical Journal : journal. — 1971. — Vol. 9, no. 2. — P. 153—161.
- Rowe, Edna. The Disturbances at Anahuac in 1832 (неопр.) // The Quarterly of the Texas State Historical Association. — 1903. — April (т. 6, № 4). — С. 265—299. — JSTOR 27784935.
- Swann, Charles. Dating the Action of 'Bartleby' (англ.) // Notes and Queries[англ.] : journal. — 1985. — September (vol. 32, no. 2). — P. 357—358. — doi:10.1093/notesj/32.3.357-a.
- Thompson, George A. (2000). Edwards, Monroe. American National Biography Online. Дата обращения: 2 января 2015.
- Valdes, Dennis N. The Decline of Slavery in Mexico (неопр.) // The Americas. — 1987. — October (т. 44, № 2). — С. 167—194. — JSTOR 1007289.
- Wilson, Robert Andrew. Sympathy for the Lawyer: A Source for 'Bartleby' and Nineteenth-Century Prison Reform (англ.) // ANQ: A Quarterly Journal of Short Articles, Notes and Reviews[англ.] : journal. — Vol. 21. — P. 24—30. — doi:10.3200/ANQQ.21.4.24-30.